# Championnats d'Afrique de gymnastique artistique 2018
Navigation
Édition précédente Édition suivante
Les championnats d'Afrique de gymnastique artistique 2018 sont la 14e édition des championnats d'Afrique de gymnastique artistique. Ils se déroulent du 6 au 13 mai 2018 à Swakopmund, en Namibie.
Les athlètes masculins (GAM) ont six appareils : anneaux, arçons, barre fixe, barres parallèles, saut et sol. Les athlètes féminines (GAF) ont quatre appareils : barres asymétrique, poutre, saut et sol.
Les championnats comprennent des épreuves seniors et juniors. Au total 80 athlètes de 7 pays participent à la compétition : 39 chez les seniors (20 femmes, 19 hommes) et 41 chez les juniors (22 filles, 19 garçons).
L'Égypte domine les compétitions seniors (6 titres, 20 médailles) et juniors (10 titres, 21 médailles).

## Championnats seniors

### Tableau des médailles
| Épreuves                    | Or                                                                                     | Argent                                                                                         | Bronze |
| --------------------------- | -------------------------------------------------------------------------------------- | ---------------------------------------------------------------------------------------------- | --- |
| Hommes                      |                                                                                        |                                                                                                | |
| Concours par équipes        | Algérie Hillal Metidji Mohamed Aouicha Naimi Mechkour Ahmed Anis Maoudj Mohamed Reghib | Égypte Omar Mohamed Ahmed Elmaraghy Ahmed Abdelrahman Mohamed Moubark Ali Zahran               | Cameroun Zomo Gpandinga Samuel Paulson Djider Chris Sylvain Djoufack Ngoma Hubert Evard Mvondo Franck Max Monti |
| Concours général individuel | Omar Mohamed                                                                           | Hillal Metidji                                                                                 | Ahmed Elmaraghy                                                                                                 |
| Anneaux                     | Ali Zahran                                                                             | Ahmed Elmaraghy                                                                                | Hillal Metidji                                                                                                  |
| Arçons                      | Mohamed Aouicha                                                                        | Wissem Harzi                                                                                   | Hillal Metidji                                                                                                  |
| Barre fixe                  | Mohamed Reghib                                                                         | Ahmed Elmaraghy                                                                                | Mohamed Aouicha                                                                                                 |
| Barres parallèles           | Hillal Metidji                                                                         | Naimi Mechkour                                                                                 | Omar Mohamed |
| Saut                        | Mohaled Aziz Trabelsi                                                                  | Omar Mohamed                                                                                   | Ahmed Elmaraghy                                                                                                 |
| Sol                         | Omar Mohamed                                                                           | Ahmed Anis Maoudj                                                                              | Naimi Mechkour                                                                                                  |
| Femmes                      |                                                                                        |                                                                                                | |
| Concours par équipes        | Égypte Farah Hussein Farah Salem Nancy Taman Hana Kassem                               | Afrique du Sud Angela Maguire Caitlyn Kelly Gabriella Murray Lukisha Schalk Caitlin Rooskrantz | Algérie Chama Temmami Lahna Salem Fatima Mokhtari Zineb Mama Ayad                                               |
| Concours général individuel | Farah Hussein                                                                          | Farah Salem                                                                                    | Nancy Taman |
| Barres asymétriques         | Caitlin Rooskrantz                                                                     | Farah Hussein                                                                                  | Caitlyn Kelly                                                                                                   |
| Poutre                      | Lukisha Schalk                                                                         | Farah Salem                                                                                    | Hana Kassem |
| Saut                        | Nancy Taman                                                                            | Farah Hussein                                                                                  | Gabriela Murray                                                                                                 |
| Sol                         | Gabriela Murray                                                                        | Lukisha Schalk                                                                                 | Nancy Taman |

### Classement
| Rang | Nation         | Or | Argent | Bronze | Total |
| ---- | -------------- | -- | ------ | ------ | ----- |
| 1    | Égypte         | 6  | 8      | 6      | 20    |
| 2    | Algérie        | 4  | 3      | 5      | 12    |
| 3    | Afrique du Sud | 3  | 2      | 2      | 7     |
| 4    | Tunisie        | 1  | 1      | 0      | 2     |
| 5    | Cameroun       | 0  | 0      | 1      | 1     |
| 6    | Angola         | 0  | 0      | 0      | 0     |
| 6    | Namibie        | 0  | 0      | 0      | 0     |
|      | Total          | 14 | 14     | 14     | 42    |

## Championnats juniors

### Tableau des médailles
| Épreuves                    | Or                                                                                    | Argent                                                                          | Bronze                                                                           |
| --------------------------- | ------------------------------------------------------------------------------------- | ------------------------------------------------------------------------------- | -------------------------------------------------------------------------------- |
| Garçons                     |                                                                                       |                                                                                 |                                                                                  |
| Concours par équipes        | Égypte Abdelrahman Abdelhaleem Mohamed Afify Omar Elshobki Zaid Khater Mohamed Moussa | Afrique du Sud Riccardo Colandrea Andrew Flynn Luke James Ruan Lange            | Algérie Abdennour Aissa Abdelkader Boukhatem Hmida Djaber Abderrahmane Ouchfoune |
| Concours général individuel | Mohamed Afify                                                                         | Zaid Khater                                                                     | Ruan Lange                                                                       |
| Anneaux                     | Mohamed Afify                                                                         | Zaid Khater                                                                     | Ruan Lange                                                                       |
| Arçons                      | Mohamed Afify                                                                         | Abdelrahman Abdelhaleem                                                         | Abderrahmane Ouchfoune                                                           |
| Barre fixe                  | Mohamed Afify                                                                         | Ruan Lange                                                                      | Luke James                                                                       |
| Barres parallèles           | Mohamed Afify                                                                         | Zaid Khater                                                                     | Abdennour Aissa                                                                  |
| Saut                        | Emile Pitt                                                                            | Mohamed Moussa                                                                  | Andrew Flynn                                                                     |
| Sol                         | Abdelrahman Abdelhaleem                                                               | Zaid Khater                                                                     | Luke James                                                                       |
| Filles                      |                                                                                       |                                                                                 |                                                                                  |
| Concours par équipes        | Égypte Jana Aboelhasan Nagham Gohar Samaa Gohar Zeina Ibrahim Jana Mahmoud            | Afrique du Sud Erin Bell Lisa Conradie Zelme Daries Zoe Julies Nkazimio Matyolo | Algérie Miriam Hamenni Sihem Hamidi Lylia Menasria Sofia Nair                    |
| Concours général individuel | Jana Elsayed                                                                          | Lisa Conradie                                                                   | Zeina Ibrahim                                                                    |
| Barres asymétriques         | Lisa Conradie                                                                         | Jana Mahmoud                                                                    | Zeina Ibrahim                                                                    |
| Poutre                      | Lisa Conradie                                                                         | Jana Elsayed                                                                    | Sofia Nair                                                                       |
| Saut                        | Lylia Menasria                                                                        | Jana Mahmoud                                                                    | Lisa Conradie                                                                    |
| Sol                         | Jana Aboelhasan                                                                       | Lisa Conradie                                                                   | Malek Sakr                                                                       |

### Classement
| Rang | Nation         | Or | Argent | Bronze | Total |
| ---- | -------------- | -- | ------ | ------ | ----- |
| 1    | Égypte         | 10 | 9      | 2      | 21    |
| 2    | Afrique du Sud | 2  | 5      | 6      | 13    |
| 3    | Algérie        | 1  | 0      | 5      | 6     |
| 4    | Namibie        | 1  | 0      | 0      | 1     |
| 5    | Tunisie        | 0  | 0      | 1      | 1     |
| 6    | Angola         | 0  | 0      | 0      | 0     |
|      | Total          | 14 | 14     | 14     | 42    |